# Service d'études sur les transports, les routes et leurs aménagements
Pour l’article homonyme, voir Setra.
Le Service d'études sur les transports, les routes et leurs aménagements ou Sétra (anciennement Service d'études techniques, des routes et autoroutes) est un service technique français à compétence nationale du ministère de la Transition écologie dont la tutelle est exercée par la Direction générale des infrastructures, des transports et de la mer. Il intervient dans les domaines de la route, des ouvrages d'art et plus largement des transports en France. Pour une histoire complète du SETRA et des services dont il est issu, se reporter à l'ouvrage de Christian Després : Le SETRA et l'Histoire tourmentée des autoroutes ".
Depuis le 31 décembre 2013, le Sétra est devenu la Direction infrastructures de transports et matériaux du Centre d'études et d'expertise sur les risques, l'environnement, la mobilité et l'aménagement (CEREMA).

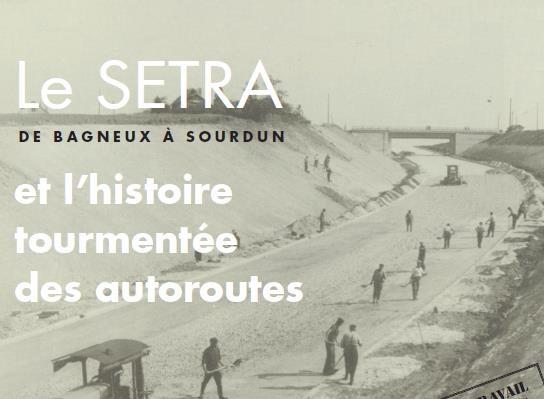
Couverture du livre SETRA et l'histoire tourmentée des autoroutes, Christian Despres, 2014.